# Монгольська Народна Республіка
Монгольська Народна Республіка (МНР; монг. Бугд Найрамдах Монгол Ард Улс (БНМАУ), Bügd Nairamdakh Mongol Ard Uls (BNMAU) [buɡət nɑjrəmdəx mɔŋɡəɮ ɑr(ə)t uɮ(ə)s]) — соціалістична держава на території історичного регіону Зовнішня Монголія. Існувала від 1924 до 1950 року, як не визнана Республікою Китай маріонеткова держава, і від 1950 до 1992 року як формально незалежна. Підтримувала тісні зв'язки з Радянським Союзом. Вищим органом народної влади був Великий народний хурал.

## Історія

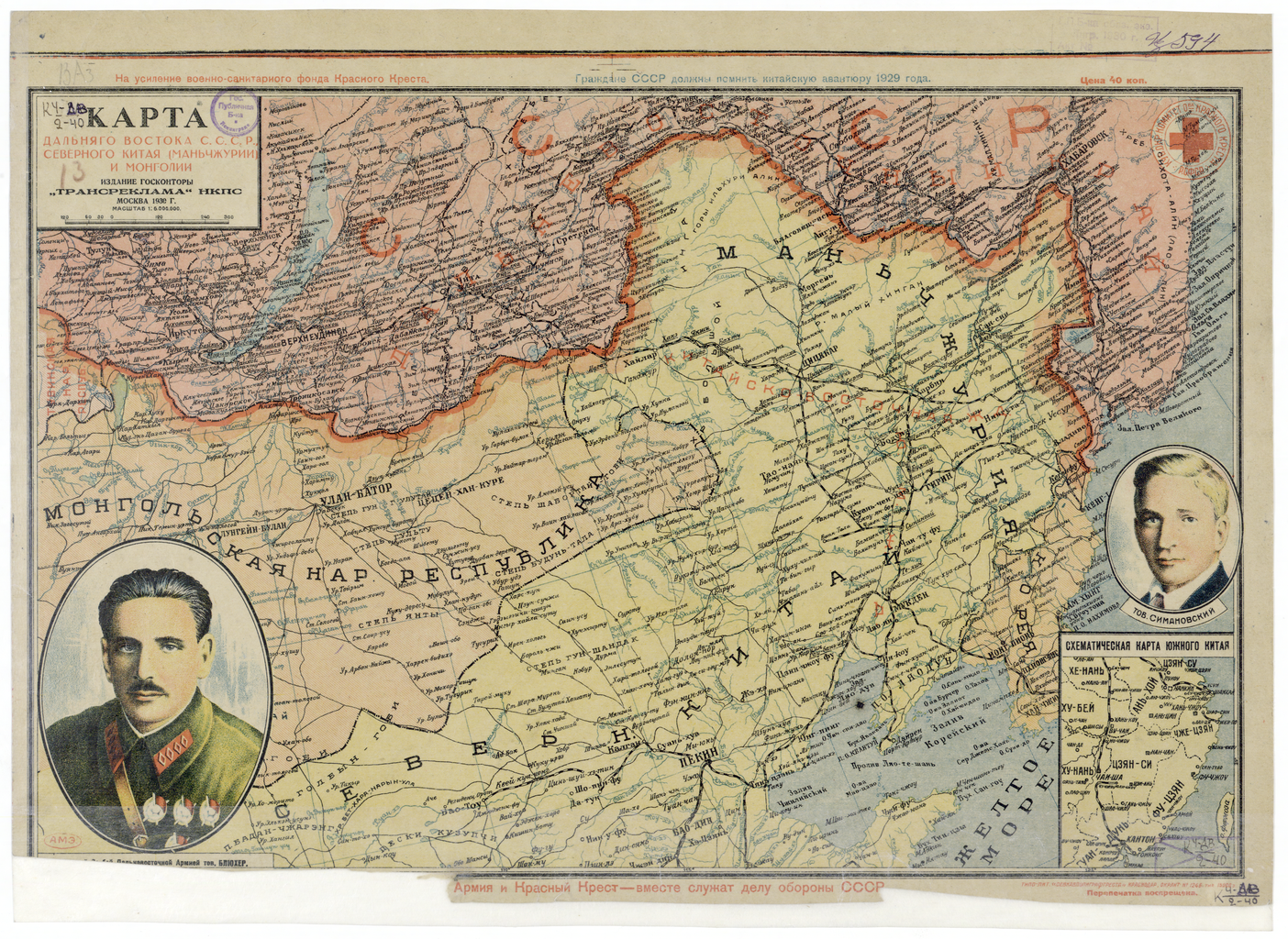
Радянська мапа 1930-го року з позначенням МНР

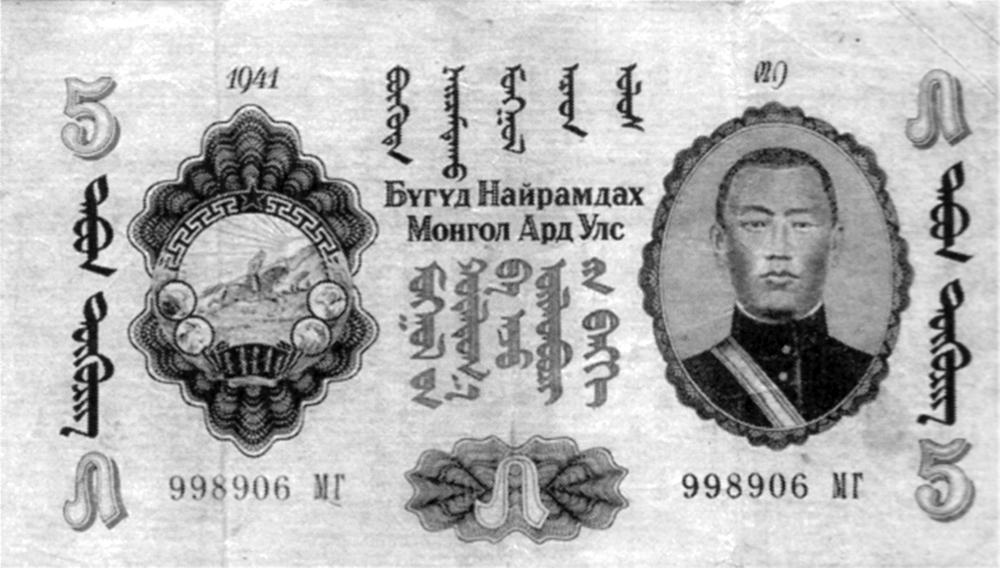
Паперові гроші МНР. 5 тугриків зразка 1941 року

За офіційною російською версією, Монгольська Народна Республіка утворилася 1921 року у результаті антифеодальної, антиімперіалістичної революції.
Скориставшись революційними подіями 1911—1913 років у Китаї, що привели до повалення Цинської династії, халхаські хани, за підтримки Російської імперії, проголосили Зовнішню Монголію незалежною теократичною державою на чолі з Богдиханом. Потрійна російсько-китайсько-монгольська угода, підписана у травні 1915 року в Кяхті, визначила новий статус монгольської держави, звела його до широкої автономії в складі Китаю. Зовнішня Монголія складалася з чотирьох халхаських аймаків (Сецен-ханів, Тушет-ханів, Сайн-Нойон-ханів і Дзасагт-ханів), ойратської області Кобдо і тувинської області Танну-Урянхай.
1919 року скінчився короткий період існування теократичної монархії, Зовнішня Монголія була окупована китайськими військами, уряд Автономної Монголії розпущений, натомість було введено китайську адміністрацію. Далі настав період окупації краю білогвардійськими й більшовицькими російськими військами. Нарешті, 1924 року (26 листопада), за участі військ Радянського Союзу, було проголошено незалежну Монгольську Народну Республіку (монг. Бүгд Найрамдах Монгол Ард Улс).
5 листопада 1921 року уряд РРСФР та Народний уряд Монголії підписали Угоду про встановлення дружніх відносин та про обмін повноважними представниками. На той час війська РРФСР знаходилися на території Монголії. Китай не визнавав незалежності МНР.
У 1929 році в країні практично одночасно з СРСР була розпочата колективізація. У 1929—1931 роках у великих феодалів були вилучені худоба та майно. Для великих господарств була введена прогресивна шкала податкових виплат, що призводило до масового руйнування індивідуальних господарств. Своєю чергою, держава підтримувала господарства бідних і середніх аратів, вживала заходи на підвищення товарності їх господарств. Заохочувалися як найпростіші форми трудової кооперації (товариства по спільному випасу худоби, сінокосіння, будівництва приміщень для худоби та інші), так і створення державних господарств. При цьому мали місце випадки насильницької колективізації. Йшла ліквідація приватної торгівлі і приватних промислів. Були спроби закриття буддійських монастирів. Це спричинило значну еміграцію населення з МНР у Внутрішню Монголію та Синьцзяну, а також призвело у 1930 році до низки повстань, які очолювали незадоволені урядом лами. 11 квітня 1932 року в монастирі Хялганат сомона Рашаант та Хубсугульський  аймака підняли повстання, яке швидко поширилося на сусідні монастирі. Повстанці організували т. з. «Військове міністерство Очірбата» (монг. Очірбатин яам) і почали озброювати ченців, названих «жовтими воїнами» (монг. куля церег), а також розграбували і знищували радхози та сомоницентри та вбивали прихильників уряду МНР, особливо посадових осіб, партійних і ревсомольців. До липня були розгромлені основні сили повстанців і влада почали відкликати війська. У серпні повстання поширилося з новою силою — знову починаючи з півдня Хувсгула і півночі Архангая. До жовтня-листопада повстання було придушене остаточно.
23 січня 1936 року уряд МНР вжив ряд заходів щодо зміцнення обороноздатності країни, одним з яких стало рішення Президії ЦК МНР — звернутися до СРСР з проханням про надання військової допомоги. Виконуючи свої зобов'язання згідно з угодою поміж СРСР та Монголією від 27 листопада 1934 року, керівництво СРСР направило в Монголію військові загони.
Наприкінці 1930-х років в МНР за участю радянських органів НКВС і відповідно до особистих вказівок Й. В. Сталіна відбувалися масові репресії, які стосувалися усього населення Монголії, включаючи вищих керівників МНРП і керівництва МНРА, буддійського духовенства, інтелігенції та заможних аратів. Загальна кількість репресованих оцінюється від 22 до 35 тисяч осіб, тобто від 3 до 5 % населення країни в цілому. Тільки з серпня 1937 року по січень 1938 року, за даними радянського повпредства, в Монголії було заарештовано 10 728 осіб, в тому числі 7814 лам, 322 колишніх аратів, 300  кадрових працівників, 180 представників командного складу МНРА, 1555 бурятів і 408 китайців.
1939 року Японська імперія напала на північно-східну частину Внутрішньої Монголії, у районі річки Халхин-Гол, була відкинута військами Радянського Союзу та Монголії. Монгольська армія брала участь у військовій наступальній операції проти японських окупаційних сил на території Внутрішньої Монголії у серпні 1945 року.
Китайська влада, під загрозою японської окупації, після проведення референдуму 20 жовтня 1945 року, визнала повну незалежність Зовнішньої Монголії. Монголія Внутрішня сьогодні є автономним районом Китайської Народної Республіки. Після заснування Китайської Народної Республіки, обидві країни визнали суверенітет одна одної 6 жовтня 1949 року. За прикладом СРСР був здійснений перехід до довгострокового планування народного господарства: з 1941 року народне господарство розвивалося на основі річних, а з 1948 року — п'ятирічних планів.
Китайська Народна Республіка офіційно визнала повну незалежність МНР лише 1950 року.
Від 1961 року Монголія є членом ООН. До 1990 року у Монголії існувала однопартійна комуністична система керівництва країною, що утримувалась завдяки фінансовій та військовій підтримці СРСР.
У травні 1990 року, після народних продемократичних демонстрацій, монгольська комуністична партія втратила свою монополію на владу в країні. У липні 1990 року були проведені всенародні вибори і до керівництва країною прийшла демократична партія, а, потім, і багатопартійна коаліція.
Нова конституція прийнята 1992 року, назва «Народна Республіка» була відкинута, Монголія стала республікою з парламентським керівництвом та президентом, що обирається на всенародних виборах.

## Нотатки
1. ↑  (1924—1931, 1941–1946)
2. ↑  (1931—1941)
3. ↑  (1946—1992)
4. ↑  (Незалежність, офіційно визнана Китаєм 5 січня 1946 року.)